# Luksemburscy posłowie do Parlamentu Europejskiego 1994–1999
Luksemburscy posłowie IV kadencji do Parlamentu Europejskiego zostali wybrani w wyborach przeprowadzonych 10 czerwca 1994.

## Lista posłów
Wybrane z listy Chrześcijańsko-Społecznej Partii Ludowej
- Viviane Reding (EPP)
- Astrid Lulling (EPP)

Wybrani z listy Luksemburskiej Socjalistycznej Partii Robotniczej
- Ben Fayot (PES)
- Marcel Schlechter (PES)

Wybrany z listy Partii Demokratycznej
- Charles Goerens (ELDR), poseł do PE od 25 października 1994

Wybrany z listy Zielonych
- Jup Weber (Europ. Sojusz Rad.)

Byli posłowie IV kadencji do PE
- Lydie Polfer (Partia Demokratyczna), do 16 października 1994